# Mazda CX-30
Mazda CX-30 är en subcompact crossover SUV tillverkad av Mazda. Mazda CX-30 är baserad på samma plattform som fjärde generationen av Mazda3 och visades officiellt för första gången på 2019 Geneva Motor Show.

## Bakgrund
CX-30 erbjuder modeller med allhjulsdrift till framhjulsdrift förbättra prestanda och ekonomi. CX-30 introducerades i Japan den 24 oktober 2019, för att introduceras i Europa i december samma år. Enligt programchefen, Naohito Saga, för CX-30 riktar sig modellen till en bred konsumentpanel, vilken inkluderar både singelhushåll som flerfamiljshushåll. Namnet på bilden har valts för att undvika förvirring med Mazda CX-4 som enbart sälj i Kina. Dock kan CX-30 skapa förvirring till Mazda CX-3, som dock är baserad på en helt annat plattform.

## Galleri

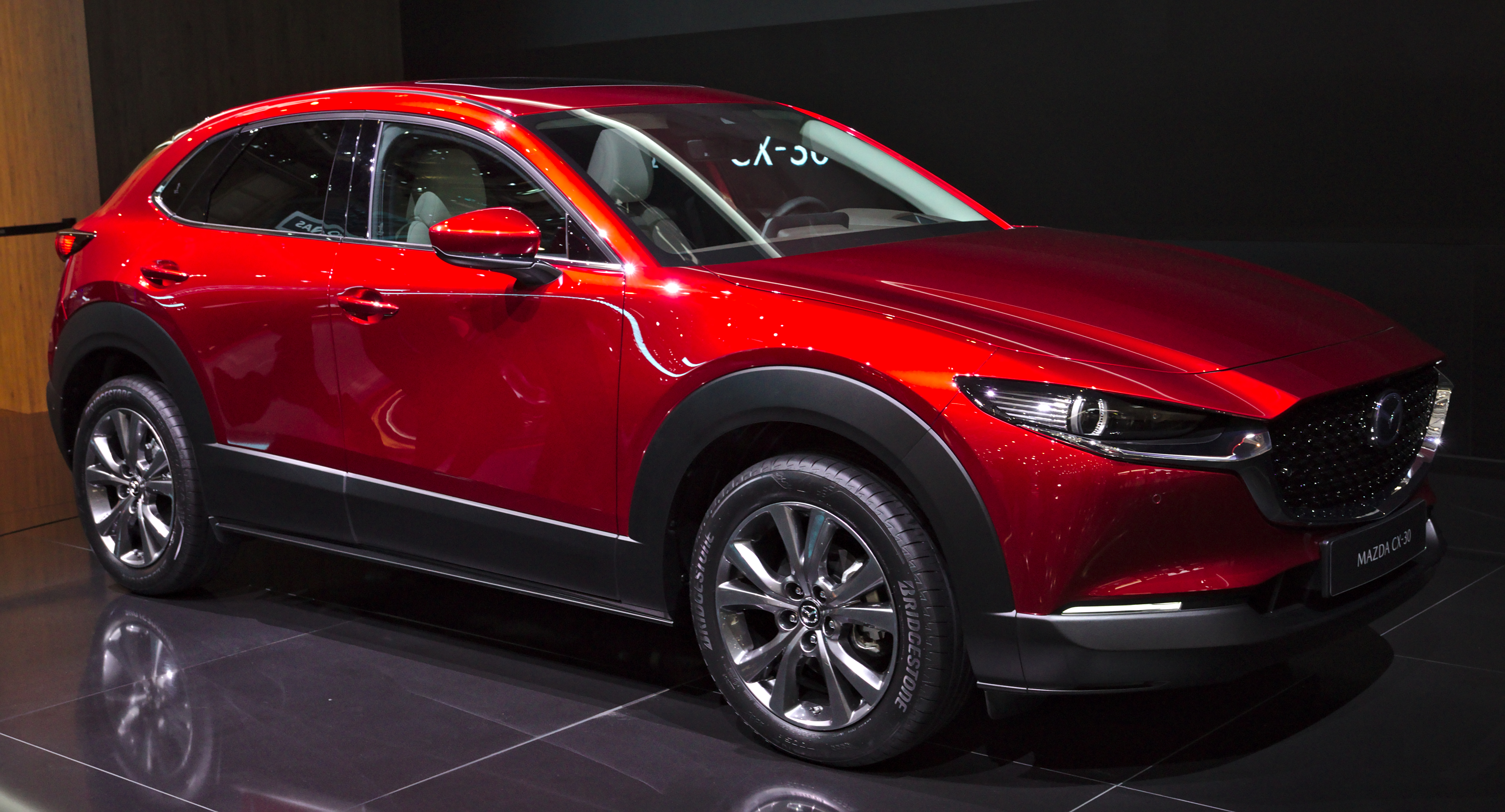
Mazda CX-30 på Geneva Motor Show 2019
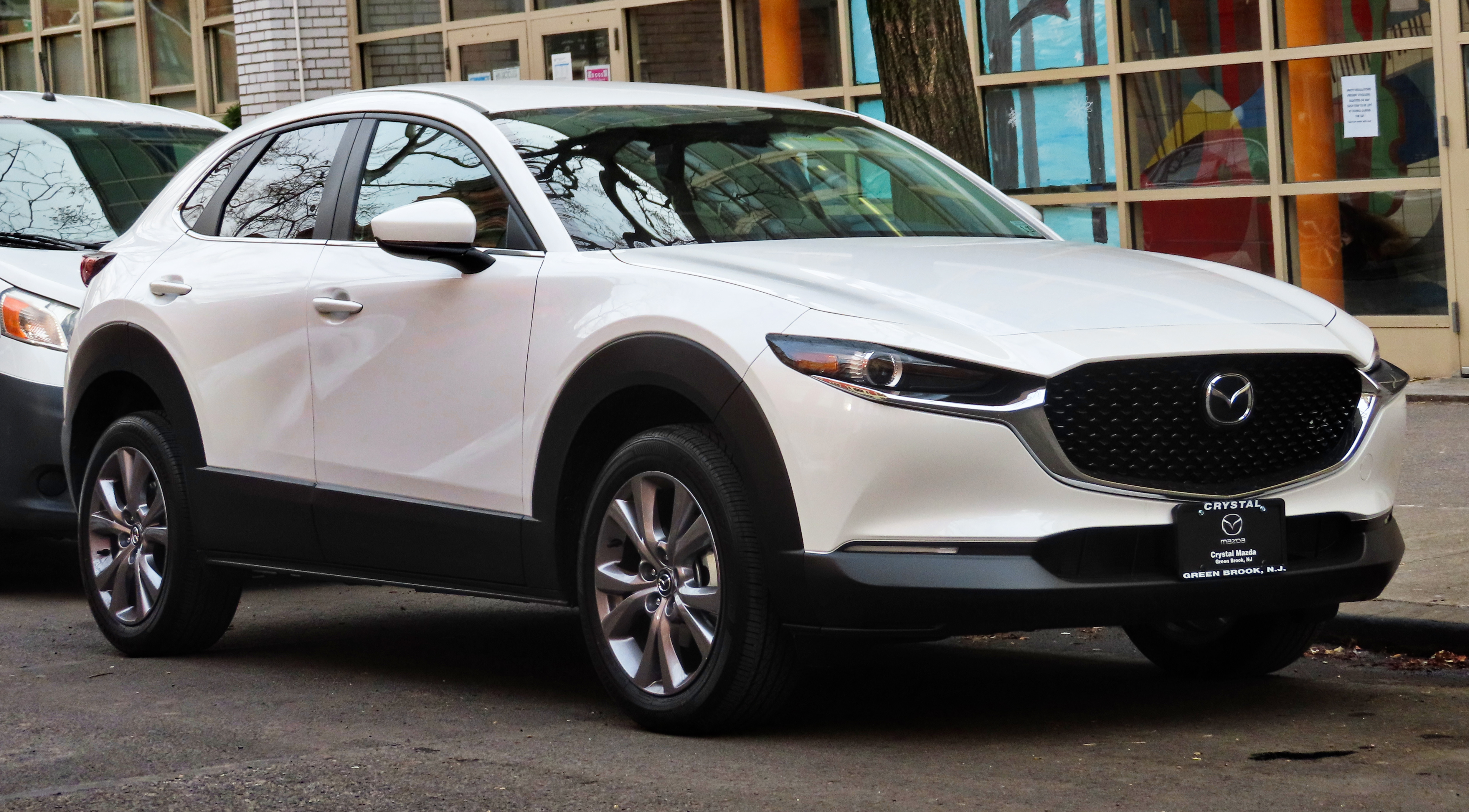
Mazda CX-30
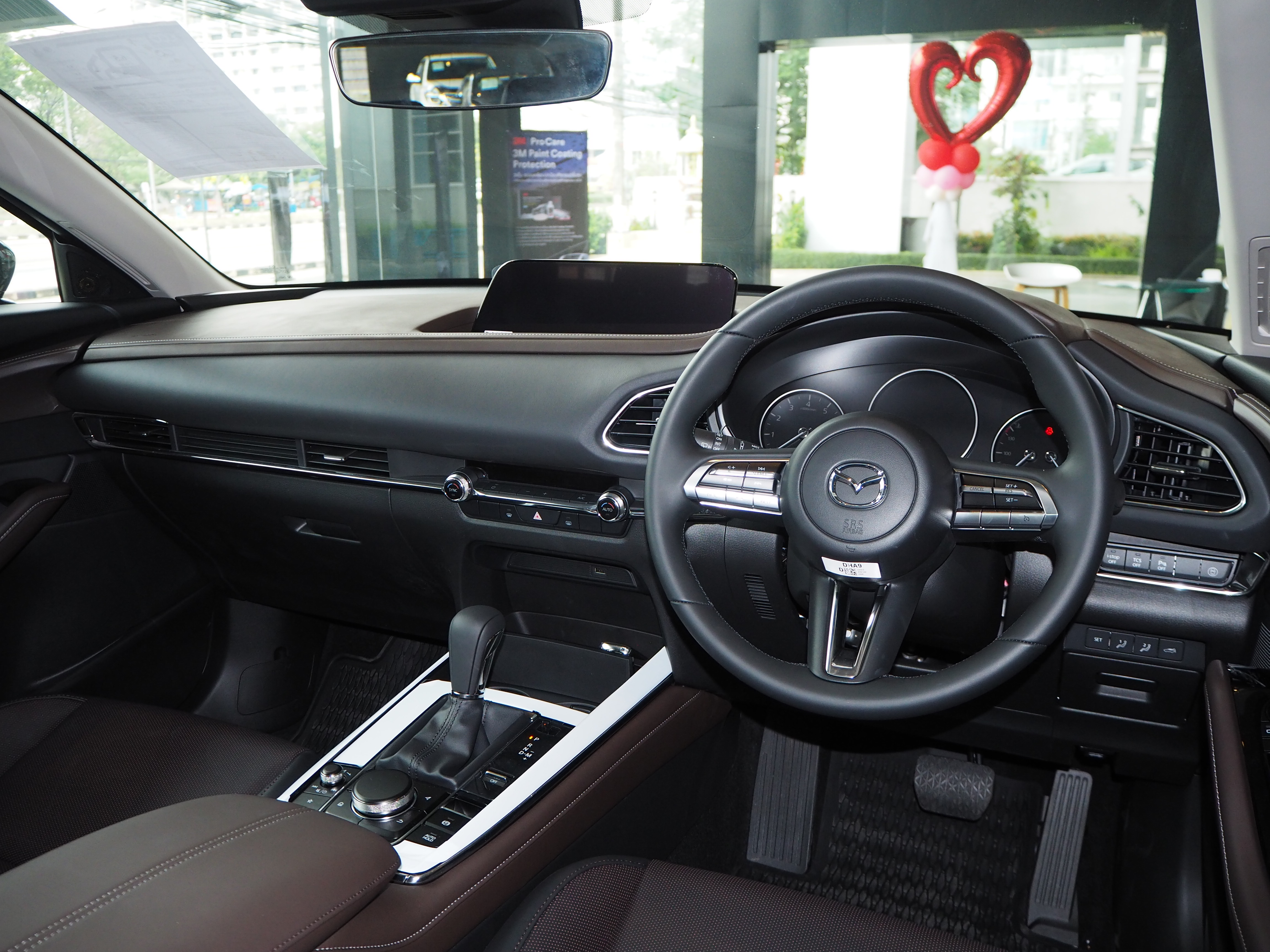
Interiör
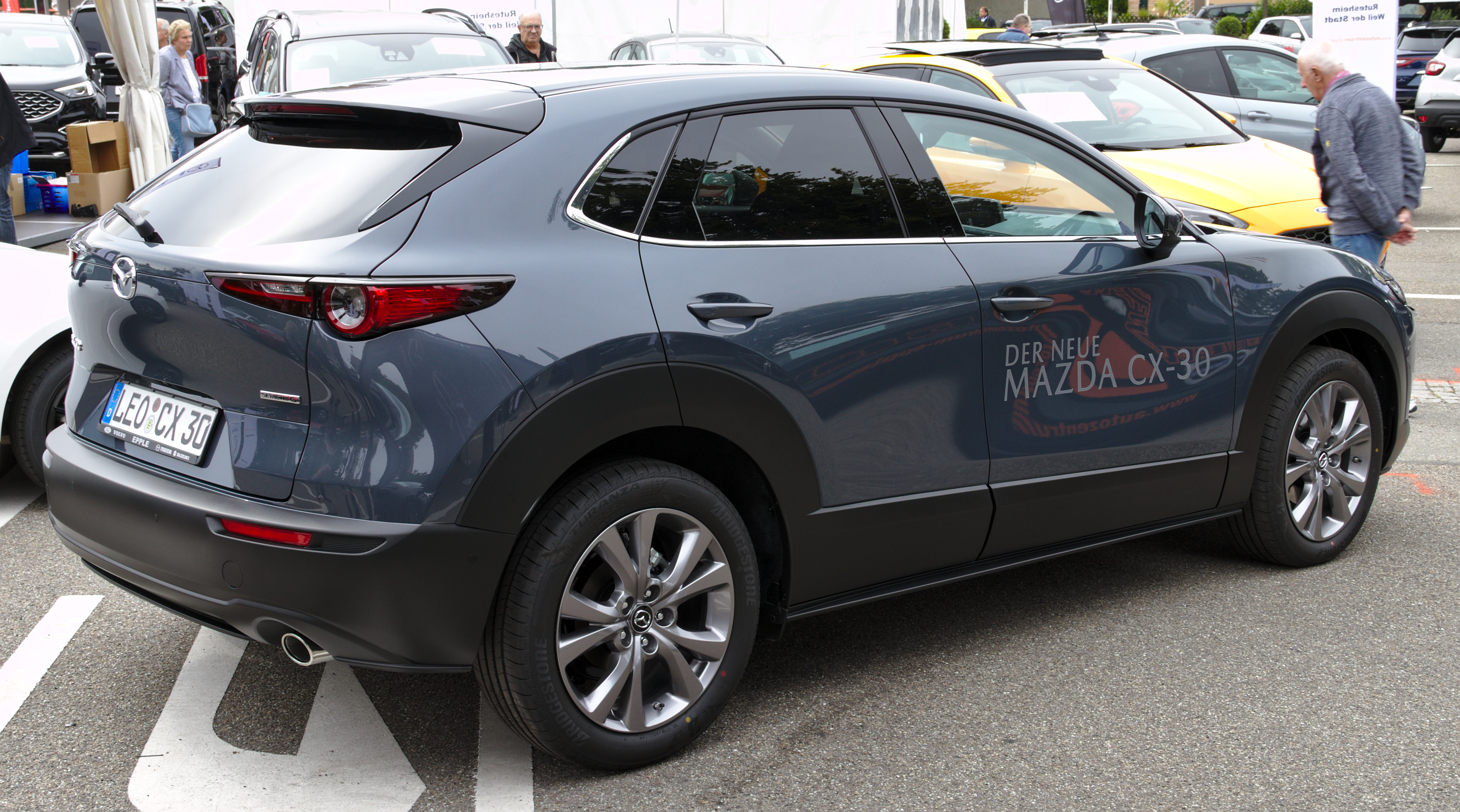
Mazda_CX-30 atpå Leonberger Autoschau 2019